# Ma che cosa è quest'amore? (romanzo)
Ma che cosa è quest'amore? è un romanzo umoristico di Achille Campanile iniziato nel 1923 e pubblicato per la prima volta nel 1924 su periodico e nel 1927 in volume.
Da questo romanzo d'esordio di Campanile fu tratto nel 1979 l'omonimo sceneggiato televisivo in due puntate.

## Storia editoriale
Achille Campanile iniziò a scrivere questo primo romanzo nel 1923, ispirandosi a una sua avventura in treno con una signora francese di origine egiziana. Anche le vicende sentimentali, che si svolgono tra Posillipo e Capri, erano ispirate a vicende reali della vita dell'autore, naturalmente rivisitate in chiave umoristica.
Il titolo è la citazione di un verso dell'aria di Berta ("Il vecchietto cerca moglie") nel Barbiere di Siviglia di Rossini: «Ma che cosa è questo amore / cha fa tutti delirar?». Venne in mente a Campanile, mentre stava scrivendo il romanzo, durante una rappresentazione all'aperto dell'opera di Rossini.
Il romanzo fu pubblicato inizialmente, a puntate, sul periodico Il sereno nel 1924. Per la prima edizione in volume, pubblicata da Corbaccio nel 1927, il testo fu in parte riscritto. Fu subito un successo, abbastanza imprevisto. L'editore, che non ci credeva, aveva addirittura buttato via il piombo e dovette ricomporre l'intero libro d'urgenza. Alla prima edizione del 15 luglio 1927, uscita in 2000 copie, seguirà una prima ristampa già il 25 luglio, poi una serie di ristampe, più o meno una al mese, per molti mesi. Il 5 agosto era anche apparsa la prima recensione importante, su "La Stampa" di Torino, ad opera del critico letterario e poeta Giuseppe Ravegnani, che entusiasta lo paragonava a Jerome K. Jerome e già notava come Campanile «ha il coraggio di giocare con le idee e i luoghi comuni, in un clima rarefatto e tagliente», con uno humour «senza tristezze celate, ma immobile, secco, lineare, come lo stile disadorno e asciutto».
Seguiranno negli anni successivi altre edizioni, che non sono semplici ristampe e che arricchiranno il testo di nuove gag e battute. Anche se più povera, l'edizione del 1927 non ha le correzioni autarchiche delle parole straniere – imposte dal Fascismo – che si trovano nelle edizioni degli anni Trenta, come "sciampagna" per "champagne", "tabarino" per "tabarin", "ruletta" per "roulette" e via dicendo. Tra le edizioni successive alla morte dell'autore, quella Bompiani del 1989 utilizza il testo originario del 1927, mentre quella Dall'Oglio del 1988 utilizza una versione successiva.
Nel 1937 il romanzo verrà tradotto in francese da Noël Félici, per l'editore Georges Rochat, con il titolo La Gifle du kilomètre 40 (riferimento allo schiaffo da cui ha origine la vicenda).

## Trama
Sul direttissimo Roma-Napoli si ritrovano in uno scompartimento quattro passeggeri, tutti di nome Carl'Alberto, e una giovane donna di nome Lucy. In una galleria, nel buio completo, vola uno schiaffo, ma è difficile capire chi l'abbia dato e chi l'abbia ricevuto, anche se tutti pensano che sia stata Lucy ad allontanare in questo modo un corteggiatore importuno. Tutto il romanzo, che si sviluppa poi tra Posillipo e Capri, consiste nella ricerca della verità su questo schiaffo, ricerca che include innamoramenti, gelosie, malintesi, duelli in serie, minacce di morte. Alla fine viene fuori che lo schiaffo è stato dato per sbaglio da un uomo a un altro uomo, e tutt'e due erano passeggeri di un altro scompartimento, che volevano approfittare del buio per mettere le mani addosso alla bella Lucy. Nel frattempo il Carl'Alberto più giovane, protagonista del romanzo, si è innamorato, forse ricambiato, di Lucy, ma questa è in partenza per l'Egitto e probabilmente non si rivedranno mai più. «Ma che cosa è quest'amore / che fa tutti delirar?». Forse, come dice il più vecchio dei Carl'Alberto, «è una cosa che si fa molto, quando non si sa ancora fare; e che quando si sa fare non si può fare più».

## Accoglienza critica
Come scriverà Oreste Del Buono nell'introduzione al primo volume delle opere di Campanile pubblicato da Bompiani nel 1989, Ma che cosa è quest'amore? riassume già molte caratteristiche del suo autore, «l'audacia dei colpi di testa come la capacità di sentire una situazione o un paesaggio, l'umorismo come antidoto all'inevitabile, naturale pessimismo».
«Sotto la superficie levigata di una scrittura formalmente perfetta, l'imperturbabile umorismo di Campanile distilla un veleno corrosivo che smaschera e ribalta convenzioni e luoghi comuni del vivere quotidiano».

## Adattamenti
Da questo romanzo d'esordio di Campanile fu tratto nel 1979 l'omonimo sceneggiato televisivo in due puntate, con le musiche di Fiorenzo Carpi e la regia di Ugo Gregoretti. Tra gli interpreti: Stefano Satta Flores (il Carl'Alberto più giovane), Gianfranco Ombuen (il Carl'Alberto più anziano), Lucia Poli (Lucy), Maria Luisa Santella (la baronessa Irene), Armando Bandini (Filippo Pasotti), Roberto Benigni (il pensatore), Gigi Ballista (il principe Gelsomino), Giacomo Rizzo (il barone Manuel), Leopoldo Mastelloni (Ottavio lo schiaffeggiatore schiaffeggiato). Lo sceneggiato, uno dei primi realizzati con il Chroma key, vinse il Premio Italia 1979.
Nel 1995 Radio3 ha trasmesso una lettura integrale in 14 puntate del romanzo con le voci di Paolo Poli, Martine Brochard, Gianni Bonagura, Maria Monti e la regia di Idalberto Fei.